# Ireneusz Paliński
Ireneusz Paliński (n. 13 mai 1932, Nużewo⁠(d), Ciechanów County⁠(d), Mazovia, Polonia – d. 9 iulie 2006, Varșovia, Polonia) a fost un halterofil ce a reprezentat Polonia, medaliat olimpic. A participat la 2 ediții ale Jocurilor Olimpice (1960, 1964) în care a câștigat o medalie de aur.